# サブプライムローン
サブプライムローン（米: subprime lending）とは、主にアメリカ合衆国において貸し付けられるローンのうち、サブプライム層（優良客（プライム層）よりも下位の層）向けとして位置付けられるローン商品をいう。

## 概要
サブプライムローンは証券化され、世界各国の投資家へ販売されたが、米国において2001 - 2006年ごろまで続いた住宅価格の上昇 を背景に、格付け企業がこれらの証券に高い評価を与えていた。また、この証券は他の金融商品などと組み合わされ世界中に販売されていた。
しかし2007年夏ごろから住宅価格が下落し始め、サブプライムローンが不良債権化した（サブプライム住宅ローン危機）。これと共にサブプライムローンに関わる債権が組み込まれた金融商品の信用保証までも信用を失い、市場では投げ売りが相次いだ。
この波紋から2008年終盤にはリーマン・ブラザーズ倒産によるリーマン・ショックなどが引き起こされ、高い信用力を持っていたAIG、ファニーメイやフレディマックが国有化される事態にまで至った。
そこへ大幅な世界同時株安が度重なった。そして世界中の金融機関で信用収縮が連鎖した。サブプライムローンはクレジット・デフォルト・スワップと共に世界金融危機 (2007年-2010年)の原因となった。

## 解説
サブプライムローンは、通常の住宅ローンの審査には通らないような信用情報の低い人向けのローンである。
1. 所得に対する借り入れが50パーセント以上
2. 過去1年間に30日間の延滞が2回以上あった
3. 過去5年以内に破産したもの

サブプライム・モーゲージ（subprime mortgage）ともいい、通常は住宅ローン担保証券（RMBSもしくはMBS）の形で証券化され、さらにそれらが債務担保証券（CDO）の形に再証券化されて、金融商品として投資家に販売される。RMBSやCDOは格付け機関により格付けされており、市場で取引される。つまり、不動産ローンの債権そのものを証券化し、金融機関や投資家の間で取引されたことになる。このことによって、ローン契約した債務者の弁済先は銀行から金融機関や投資家へ移ることになる。
住宅ローンの実施にあたっては、債務者の信用力を数値化したFICO 信用点数 が用いられる。充分な信用力を有している顧客に対しては、比較的低利のプライムローンが提供されるが、所定の基準を満たさない顧客に対する貸付に際してより高い利率が要求される。この様な貸付を総称し、サブプライム（sub-下に　prime-優れた→信用度の低い）ローンと呼ぶ。サブプライムローンにおける債務者の特徴として、典型的には債務者の所得水準が低い場合が主だが、所得は高いもののクレジットやローンの利用実績が乏しかったり無い場合もこれに該当する。また、信用力を超えた借入を行って不動産投資を行う場合などにも、同様にサブプライムローンが利用されている。
サブプライムローンは住宅ローンだけでなく、自動車などを担保とするローンを含む。これを容れた一般的な特徴として、貸付利率がプライムローンに比べて高くなり、貸付者が取る信用リスクも高くなる。このため、債務者が弁済を容易とするために特別なアレンジが施されたり、貸付を行う側としては、貸付リスクの分散が通常の住宅ローンよりも重視されることとなる。ただ、債務者の支払が不能になる可能性は充分にあるため、担保となる対象不動産の価値に重点が置かれる。
サブプライムローンの貸付残高は拡大したが、債務者の信用水準が一定基準を満たさない者に集中しているという本質的な特質から、返済の遅延・不能、および波及的効果としての信用の収縮など、以下のような問題点が表面化している。

## 米国における抵当危機

### 背景
サブプライムローンに限らず、アメリカにおいて、住宅ローンの返済方法として、当初数年間の金利を抑えたり、当初数年間は支払を金利に留めるなど、当初の返済負担を軽減したものが普及し、そのため債務者が自分の返済能力を超えた借入を行うことが可能となり、そのような貸付が増加していた。極端なケースでは当初支払を、利子を下回る金額に抑えるものもあり、この場合には元本そのものが増えていく。
本質的には通常の住宅ローンよりも債務不履行のリスクが高い構造を有するが、住宅の価格が上昇している場面においては、返済の破綻は必ずしも表面化しなかった。債務者の所得が上昇せず、生活費が上昇して本来であれば返済に行き詰まる状況であっても、住宅価格が上がっている場合には、債務者は住宅価格の値上がり分について、担保余力が拡大することから、その部分を担保に、新たな追加借入を受けることができた（ホームエクイティローン：Home equity loan）。これにより破綻を先延ばしするだけでなく、消費を拡大することもできた。
また、住宅価格が大きく上昇すれば、当該住宅を転売してローンを返済したうえに、差益も得ることも可能であった。当初負担の軽い返済方式の普及とも相まって、所得からすれば本来、住宅ローンを組めない人にまでローンを組む人が増えて、住宅ブームが拡大する間は破綻が表面化せず、むしろ住宅ブームを加速した。これは日本のバブル景気における住宅すごろくと類似している。

### 過熱
このように当初の支払額を軽減した返済方式は、当初期間経過後、支払額が急増するというリスクがある。
以下は参考のため日本における住宅購入に、サブプライムローンを適用したと仮定して説明する。3千万円の住宅の購入に当たり、頭金なしで全額を年利6%で借り入れたとすると、通常の30年ローンでは月々の返済は17万9900円ほどになる。例えば、月収40万円の家庭では到底この金額を毎月支払えないので、ローンの審査を通すために無理やり最初の3年間は月々の支払いを10万円に抑えると、大雑把に言って差額の7万9900円はローン残高に組み込まれる（支払い1回目）。支払い2回目は、元々の元金の3千万円に加えて初回支払い時に未払いの7万9900円が加わり、通常のローンなら支払うべき元利合計は18万500円余りであるが、10万円しか払わないので、差額の8万500円がまたローン残高に加わる。3回目の支払い時には8万1200円ほどが加わる。こうして利息分にも満たない月々の支払いを続けるとローン残高は減少するどころか複利的に増加し、3年後の通常の支払い開始時には残高がローン開始時より300万円以上増加しており、毎月支払わねばならないローン返済金額は「突然」（本来のローン金額3､300万円の27年元利均等払い月次返済額である）20万円以上に跳ね上がる。
所得の確実な増加が見込めるならば、住宅価格の上昇を前提とせずにこのようなローンを組むのも合理的と言えるが、所得が伸びない低所得階層には全く不向きである。ところが住宅ブームを背景とし、また、高利回りの債券の開発の要請や、証券化する債権の需要から顧客の開拓が進められ、米国へ移住して間もないクレジットヒストリーの無い外国人や、クレジットヒストリーの瑕疵（かし）からプライムローンの対象にならない顧客にも積極的に貸し付けるようになり、さらには住宅価格の上昇を前提として低所得階層にまで半ば強引な貸付が行われ、サブプライムローンが拡大していった。低所得者層に充分な説明が行われないまま契約を行ったり、複雑な説明をして契約を行った例がある。中には当然プライムローンの対象となる優良な顧客に対してサブプライムローンを貸し付け、より高い利息の収益を図った例もある。
一方で、利息が低い期間の間に住宅価格が充分に上昇すれば、支払った利息を超える差額を手にして転売することが出来る。或いは支払いを着実に行ってクレジットヒストリーを蓄積することで、より利率の低いプライムローンへの借り換えも考えられる。
しかし、サブプライムローンの行き過ぎは1990年代後半頃から問題視されるようになり、同時に住宅バブルが指摘されるようになる。このような行き過ぎの中で、低所得階層に過重な手数料を求めたり、あるいは低所得階層の顧客が結局返済できずに物件を差し押さえられ住宅を失ったりといった問題が生み出された。この問題は略奪的貸付（predatory lending）として知られる。かつてアメリカでは、貧しい黒人居住地域を金融機関が融資上差別したことが、レッドライニングと呼ばれる社会問題を生み出したが、住宅ブームの中で、むしろ貸し過ぎが問題にされるようになった。なお、この略奪的貸付については、低所得階層が貸し込み先になっているという点で、日本における消費者金融の多重債務問題や、バブル経済崩壊後に目先の収益獲得に追われた金融機関による、中小・零細企業からの貸し剥がしと性格が似ているという指摘がある。
もともとアメリカの住宅ローンでは、融資する側では金融機関による融資とローン債権の流動化がローンの拡大を支えていた。しかし、ローン債権の流動化が信用力の劣るサブプライムローンにまで及んでしまった事により、さらにサブプライムローンの拡大を下支えする結果となってしまった。

### 延滞の増加・信用の収縮
しかし、住宅価格上昇率が2006年に入って以降急速に鈍化すると、予測されたことだが、サブプライムローンの延滞率が目立って上昇を始めた。2006年末に住宅ローン全体の約13パーセントを占めるサブプライムローンにおいて利払いが3ヶ月以上滞る延滞率が13パーセントを超えた。担保住宅処分後により8割は回収できるとされるが、その想定が甘いとの指摘もある。また、サブプライムローンを借りて、差し押さえになった世帯の10 - 20パーセントは、頭金がなしで、元金を一度も払ったことがないという点と、差し押さえまで最短でも1年かかる点を合わせて、1年間は当該住宅にただで住めたことになるという指摘もある。
債務者の延滞が顕著となってくると、次は、サブプライムローンの貸し手である融資専門会社に対する融資に金融機関が慎重になり、専門会社の中には資金繰りが悪化して経営破綻する例が出始めた。大手金融機関では貸倒引当金を増やさざるを得ず、利益を圧迫する結果になっている。
2007年3月13日に大手のニュー・センチュリー・ファイナンシャルの経営破綻が懸念されるとしてNYSEでの取引が停止され、上場廃止が決まった。3月20日までに連邦倒産法第11章に基づく資産保全を申請した会社は4社、業務停止は20社以上となった。その後、ニュー・センチュリーは4月2日に連邦倒産法第11章の適用を申請した。
サブプライムローンは金融工学を活用してリスクを分散させるために、貸付債権として証券化・分割され、複数の金融商品に組み入れられた。サブプライムローンは高率の返済利息に裏づけられた高利率を期待できる貸付債権であった。一方で、本質的に高いリスクを内包するサブプライムローンを証券化、細分化して、他の安全な証券と組み合わせて金融商品を構成することで、リスクを制御・抑制することが出来ると考えられた。そもそもハイリスク・ハイリターン金融商品には高い利回りがつくが、サブプライム証券の場合はローリスク・ハイリターンのように見せかけている。
さらに金融商品については、必ずしも構成要素にサブプライムローンが含まれていることを明示していないものがあった。また、サブプライムローンを組み入れているものであっても、大数の法則・担保の提供によりリスクが軽減されていると考えられた。しかし、実際にサブプライムローンの延滞率が上昇してくると、全ての物件が同じような価格動向を示す等、従前の想定と異なる状況を呈して、必ずしも当初の目論見どおりにリスクがヘッジされなくなった。その結果、金融商品自体が想定された利回りを下回ったり、元本自体の返済が不能となったりする例が浮上してきている。
こうして、サブプライムローンの信用リスクの顕在化は、この債権を組み込んだ金融商品そのものの信用リスクに波及した。更には、ある金融商品にサブプライムローン債権が組み込まれているかどうかが必ずしも明白でなかったことから、「リスク分散」の題目とは裏腹に、現実はサブプライムローンとは直接には無関係の金融全体の信用不安を引き起こすというリスク拡散として機能してしまった。
2007年6月22日には、米大手証券ベアスターンズ傘下のヘッジファンドが、サブプライムローンに関連した運用に失敗したことが明らかになり、問題は金融市場全体に拡大した。ファンドの中には、資金繰りが悪化して資金の引出を停止したり、解散を決めたりするものが相次いだ。ファンドは大手金融機関から多額の融資を受けており、問題の拡大が懸念された。ヘッジファンドは、高い利回りを求めて、住宅ローン担保証券の中でもリスクの高いエクイティ債や、エクイティ債を組み込んだ債務担保証券に好んで投資してきた。それらの債務担保証券には格付け機関が信用保証をしていたために、世界の金融機関もそれらの証券を購入していた。
しかし、7月10日には米格付け機関のムーディーズが、サブプライムローンを組み込んだ住宅ローン担保証券RMBSの大量格下げを発表した。この結果、投資家がリスクマネーの供給に慎重になるなど、心理的影響の波及も懸念されている。さらに、この格下げのタイミングが後手に回ったとして、格付け機関自体の信用度を疑問視して規制しようとする意見も出ている。
また、サブプライムローンに関する問題は、いわゆる優良な顧客としての、通常の債務者を対象とする住宅ローンなどの貸付に関する貸付の縮小の動きにも繋がっていることから、限定された債務者に対する貸付の問題のみならず、より広く融資・信用供与のシステム全体における動揺をもたらしかねないとする懸念が起こっている。

### 個人向け貸し付けへの影響
住宅ローンの返済遅延等の増加や、住宅価格の低下により、キャッシングの利用増加及び、貸し倒れが増加している。詳細は消費者金融のサブプライム問題の影響を参照。
また、高金利のペイデイローンの利用者が増加している。

### 金融政策的対応
サブプライムローンに関する信用への問題が顕在化するにつれて、それを要因に含んだものとされる各国の株式市場の株価の下落や、為替におけるドル安の動きなどが見られた。アメリカ合衆国の政府はじめ金融当局は、サブプライムローン問題の直接の金融システムないしは信用システムに対する危機的悪影響を否定しているが、アメリカ連邦準備制度理事会や各国の中央銀行は、市場に対する資金の供給量を増すなど、本問題を契機とする信用問題に対して一定の対策を取りはじめている。
8月、事態を重く見たジョージ・W・ブッシュ大統領はサブプライム問題の被害者への救済に乗りだすことを表明した。

### 資本市場への影響、及び問題の本質
サブプライム問題の背景として論じられる幾つかの要素は、必ずしも本現象の直接的な要因とは言えないものもある。例えば変動金利型ローンは、銀行等の住宅ローン債権者にとって元来管理が難しかった金利変動リスクを、デュレーション（債権キャッシュフローの平均回収期間）の短期化を通じてより効率的に管理する有効なツールであり、サブプライム・ビジネス固有の金融商品ではない。
また、サブプライム層に対する融資も、（強制的な貸付け等、一部に指摘されている様な倫理的に問題のあるケースを除き）借り手の信用力がローン金利の高低等によって適切に調整・吸収されている限りは問題ない。問題となるのは、あくまで債権者側が従来見積もっていた様な債務不履行確率（及びそれに基づく貸付金利の設定）以上に実際の債務不履行事象が発生する等の場合であり、また、その様なアウトライヤーイベント（想定外の事象）の発生するリスクはサブプライムローンに限らず、より信用力の高い貸し手に対するローン・ビジネス、或いは金融以外の様々な経済取引においても同様に起こり得ることである。
ベアー・スターンズやBNPパリバ等のヘッジファンドのニュースにしても、本質的には一部の金融機関が一部の金融取引でのアウトライヤーイベントの発生によって想定外の損失を被った、ということでしかない。ただし、2007年7月から同年8月にかけて、サブプライム問題を材料に世界中で株価の急落や信用市場の混乱、果ては連邦準備制度理事会による公定歩合の緊急引き下げといった事態にまで発展した最大の要因は、幾層もの証券化を通じて住宅ローン債権の本来のリスク特性が見えなくなっていた中で、市場参加者の多くがパニック的に極端なリスク回避行動に出たことにあると言える（2008年現在進行中の事象であり、解釈には注意が必要）。そもそもサブプライムローン証券市場自体が新興市場でありマーケットに厚みがないため、本来あるべき価格よりも当初は高価格で取引されていたが、その後買い手が引っ込んでしまい値段がつかない程暴落したというサブプライムローン証券市場の流動性の低さにも原因がある。サブプライムローン証券に手を出していた米国金融機関は時価会計が徹底していたため見かけ上の財務体質が悪化して株が叩き売られてしまった。
リーマンブラザーズの破綻やAIG保険の公的資金投入など、2008年9月にアメリカ金融危機が発生。これにより、金融業界の大規模再編が進行中である。
しかし、市場参加者の中にはサブプライム問題を材料にした、極端な円高や住宅担保証券の下落で大きく利益を上げた者も多い。インスティチューショナル・インベスターズ・アルファ 誌の調査によると、2007年のヘッジファンド業界の報酬トップはポールソン・アンド・カンパニーの創業者、ジョン・ポールソンの37億ドル（約3800億円）だった。ポールソンのヘッジファンドは住宅担保証券の下落で大きな利益を上げた。ポールソンは元ベアー・スターンズのマネージングディレクターである。

## 文献
- 高月昭年「略奪的貸出と利用者保護(上)」『国際金融』1126, June 1, 2004.
- 高月昭年「略奪的貸出と利用者保護(下)」『国際金融』1128, July 1, 2004.
- 森利博「米国住宅ローンの近況」『住宅金融月報』651, Apr.2006.
- 福光寛「アメリカの住宅金融をめぐる新たな視点:証券化の進展の中でのサブプライム層に対する略奪的貸付」『成城大学経済研究』170, Sept.2006,57-88.
- 森川央「サブプライムローン―住宅市場に潜むリスク」『金融財政』9815, Mar.8, 2007.
- 奥智之「サブプライム住宅ローンと米国経済」『三菱東京UFJ銀行ワシントン情報』2007-No.12, Mar.9, 2007.
- 小野亮「S&L危機は再来するか　米サブプライムローン問題の現状」『みずほマーケットインサイト』Mar.14, 2007.
- 奥智之「サブプライム貸出規制の改革論議」『三菱東京UFJ銀行ワシントン情報』2007-No.16, Mar.26, 2007.
- 新形敦「サブプライム融資と米住宅市場の動向」『世界週報』88(12), Mar.27, 2007.
- 木村俊文「懸念拡大となるか、米国サブプライム住宅ローン」『金融市場』(農林中金総合研究所)Apr.2007.
- 新央誠一「米国サブプライムローンのあきれた実態と影響　危うい融資が急拡大する仕組み」『金融ビジネス』Spring 2007.
- 李立栄「米サブプライムローン問題　危うさはヘッジファンドに集中している」『エコノミスト』July 31, 2007.
- 吉行誠「サブプライム危機炸裂　問われる格付けの責任」『金融ビジネス』Summer 2007.
- ローレンス・マクドナルド, パトリック・ロビンソン『金融大狂乱　リーマン・ブラザースはなぜ暴走したのか』峯村利哉訳、徳間書店、2009年
- 小林 正宏 『世界金融危機はなぜ起こったか―サブプライム問題から金融資本主義の崩壊へ』東洋経済新報社、2008年